# Радево (Варненська область)
Ра́дево (болг. Радево) — село у Варненській області Болгарії. Входить до складу общини Аксаково.

## Населення
За даними перепису населення 2011 року у селі проживала 31 особа, з них 30 осіб (96,8%) — болгари.
Розподіл населення за віком у 2011 році:
Динаміка населення: